# Sql/med
SQL/MED (ang. Management of External Data – część standardu SQL opisanego w normie ISO/IEC 9075-9:2003, który określa, jak można zintegrować dane przechowywane poza bazą danych z systemem zarządzania bazami danych. SQL/MED definiuje m.in. jak z jednego systemu bazodanowego można uzyskać dostęp do innego, konfigurację serwerów proxy, prezentację XML-a, CSV, JSON lub innych danych o jednolitej strukturze jako tabeli SQL, oraz zarządzanie danymi w systemie plików za pośrednictwem SQL.

## Implementacje
- Microsoft SQL Server[1]
- PostgreSQL wspiera SQL/MED od wersji 8.4[2]